# فلوید می‌ودر
فلوید می‌ودر (انگلیسی: Floyd Mayweather, Jr.) (زادهٔ ۲۴ فوریهٔ ۱۹۷۷) یک بوکسور حرفه‌ای اهل آمریکاست که در تمام مسابقاتی که برگزار کرده است شکست‌ناپذیر بوده و از ۵۰ مسابقه خود ۵۰ پیروزی دارد.

وی دو بار تاکنون در سال‌های ۱۹۹۸ و ۲۰۰۷ توسط مجله رینگ به عنوان بهترین مشت‌زن سال برگزیده شده است، وی همچنین در سال ۲۰۰۷ توسط کانون نویسندگان بوکس آمریکا (BWAA) به این عنوان رسید و تاکنون ۶ بار جایزه اسپی را که توسط ای‌اس‌پی‌ان اهدا می‌شود در سال‌های ۲۰۰۷، ۲۰۰۸، ۲۰۱۰، ۲۰۱۲، ۲۰۱۳ و ۲۰۱۴ کسب کرده است.

وی تا کنون دو بار در سال‌های ۲۰۱۲ و ۲۰۱۳ توسط نشریه ایلوستراتد و سه بار در سال‌های ۲۰۱۲، ۲۰۱۳ و ۲۰۱۴ توسط نشریه فوربز بالاتر از کریستیانو رونالدو، لبرون جیمز، لیونل مسی و کوبی برایانت به عنوان پر درآمدترین ورزشکار سال معرفی شده است. همچنین وی در سال ۲۰۱۴ توسط نشریه ایلوستراتد پس از لبرون جیمز، کریستیانو رونالدو و اوسین بولت به عنوان چهارمین ورزشکار کامل جهان معرفی شد. آخرین مبارزه وی با کانر مک گروگر که به عنوان مبارزه قرن شناخته شد توانست در راند ۱۱ با ناک اوت پیروز شود.

## مناقشه‌ها و اتهامات

### محکومیت‌های خشونت خانگی و ضرب و جرح
در سال ۲۰۲۲، فلوید می‌ودر به دو فقره خشونت خانگی و یک مورد ضرب و جرح کوچک متهم شد. او به شش ماه حبس تعلیقی، دو روز حبس خانگی و به انجام ۴۸ ساعت خدمات اجتماعی محکوم شد.
می‌ودر در سال ۲۰۰۴، پس از محکومیت به دو اتهام ضرب و جرح علیه دو زن، برایش مجازات‌های یک سال حبس تعلیقی، حضور در جلسات مشاوره «کنترل تکانه» و پرداخت ۱۰۰۰ دلار جریمه (یا انجام ۱۰۰ ساعت خدمات اجتماعی) تعیین شد.
فلوید می‌ودر در سال ۲۰۰۵، بعد از ضربه و لگد زدن به یک محافظ در ورودی و عدم اعتراف به ضرب و جرح کوچک، به ۹۰ روز حبس تعلیقی محکوم شد.
در ۹ سپتامبر ۲۰۱۰، گزارش شد که می‌ودر پس از اینکه دوست دختر سابقش، جوزی هریس، گزارشی از خشونت خانگی علیه او ارائه کرد، توسط پلیس برای بازجویی کردن تحت تعقیب قرار گرفت. هریس در گذشته فلوید را متهم به خشونت خانگی کرده کرد، اما این اتهامات در ژوئیه ۲۰۰۵ پس از شهادت هریس مبنی بر دروغ گفتن او و اینکه می‌ودر او را مورد ضرب و شتم قرار نداده بود، لغو شد. می‌ودر در ۱۰ سپتامبر ۲۰۱۰ بازداشت شد، اما پس از قرار دادن وثیقه ۳۰۰۰ دلاری آزاد شد. می‌ودر ابتدا به جرم سرقت (به دلیل ناپدید شدن تلفن همراه جوزی هریس) متهم شد. در تاریخ ۱۶ سپتامبر دو اتهام تهدید و اجبار، یک اتهام سرقت، یک اتهام خشونت خانگی کوچک و سه اتهام آزار و اذیت کوچک به‌عنوان اتهامات جدید به پرونده می‌ودر اضافه شد.
در ۲۱ دسامبر ۲۰۱۱، قاضی فلوید می‌ودر را به دلیل ضرب و جرح جوزی هریس در سپتامبر ۲۰۱۰ به ۹۰ روز حبس در زندان شهرستان محکوم کرد. می‌ودر با دادستانی به توافقی دست یافت که به ازای رهایی از اتهام ضرب و جرح، به جرم ضرب و جرح کوچک اعتراف کند. می‌ودر همچنین در مورد اتهام آزار و اذیت کوچک مربوط به تهدید فرزندانش اعتراف نکرد. فلوید می‌ودر علاوه بر ۹۰ روز حبس، به انجام ۱۰۰ ساعت خدمات اجتماعی، شرکت در یک برنامه ۱۲ ماهه مربوط به خشونت خانگی و پرداخت جریمه ۲۵۰۰ دلاری محکوم شد. می‌ودر در ۱ ژوئن، برای گذارندن حکم حبس خود به زندان شهرستان رفت و در تاریخ ۳ اوت ۲۰۱۲ از زندان آزاد شد.

### شکایت به اتهام افترا
جوزی هریس در ماه مه ۲۰۱۵، در جریان مبارزه می‌ودر با پاکیائو، از می‌ودر به مبلغ ۲۰ میلیون دلار به دلیل افترا شکایت کرد. هریس مدعی شد که می‌ودر در یک مصاحبه با کیتی کوریک در ماه آوریل دروغ گفته است. در آن مصاحبه می‌ودر در مورد حادثه خشونت خانوادگی سال ۲۰۱۰ که منجر به حبس دوماهه او شده بود، از هریس به‌عنوان یک معتاد مواد مخدر سخن گفته بود. این پرونده تا تاریخ ۱۹ سپتامبر ۲۰۱۷ همچنان در دست بررسی بود.

### توافق حقوقی با کمیسیون بورس و اوراق بهادار آمریکا در سال ۲۰۱۸
در نوامبر ۲۰۱۸، می‌ودر همراه با دی‌جی خالد، به دلیل عدم اعلام دریافت پرداخت‌ها از سوی صادرکنندگان عرضه اولیه سکه، شامل یک پرداخت تبلیغاتی شخصی ۱۰۰٬۰۰۰ دلاری از سوی شرکت رمزارز Centra Tech Inc، با تعهد به پرداخت ۷۵۰٬۰۰۰ دلار، با کمیسیون بورس و اوراق بهادار آمریکا (SEC) به توافق رسیدند. بنیانگذاران شرکت Centra Tech Inc در ماه مه ۲۰۱۸ متهم به کلاهبرداری شدند. طبق گفته کمیسیون بورس و اوراق بهادار آمریکا، «این پرونده اولین موردی است که شامل اتهامات نقض قوانین مربوط به تبلیغ سرمایه‌گذاری در عرضه اولیه سکه یا ICO است.» به عنوان بخشی از توافق صورت گرفته، می‌ودر متعهد شد که از هرگونه تأیید یا توافقنامه تبلیغاتی با فعالان بازار اوراق بهادار به مدت سه سال خودداری کند.

### دعوای حقوقی EthereumMax در سال ۲۰۲۲
در ژانویه ۲۰۲۲، در یک شکایت جمعی علیه شرکت رمزارز EthereumMax که مدعی بود یک شرکت کلاهبرداری بالا ببر و بفروش است؛ می‌ودر به همراه شخصیت تلویزیونی کیم کارداشیان، بازیکن سابق ان‌بی‌ای پال پیرس و سایر سلبریتی‌ها به دلیل معرفی و تبلیغ توکن EthereumMax در حساب‌های رسانه‌ای خود، به‌عنوان متهم‌های پرونده معرفی شدند. در دسامبر ۲۰۲۲، مایکل وی. فیتزجرالد، قاضی دادگاه فدرال ایالات متحده آمریکا در مرکز کالیفرنیا، این دادخواست را به دلیل نداشتن مدارک کافی برای اثبات ادعاهای مطرح شده برای تقلب، رد کرد.

## ثروت و دارایی
فلوید می‌ودر، قهرمان بازنشسته بوکس آمریکایی، با ثروت ۴۰۰ میلیون دلاری، ثروتمندترین بوکسور جهان و پنجمین ورزشکار پردرآمد تاریخ است. او در طول ۲۱ سال حضور حرفه‌ای خود بین سال‌های ۱۹۹۶ تا ۲۰۱۷، موفق به کسب ۱۵ عنوان قهرمانی جهان در وزن‌های مختلف شد و لقب «مبارز دهه ۲۰۱۰» را از سوی انجمن نویسندگان بوکس آمریکا دریافت کرد.

## عناوین و افتخارات
فلوید می‌ودر جونیور (Floyd Mayweather Jr.) یکی از پرافتخارترین و موفق‌ترین بوکسورهای تاریخ است. او نه تنها به خاطر رکورد بدون شکستش، بلکه به‌خاطر مهارت دفاعی خارق‌العاده، هوش تاکتیکی و موفقیت مالی‌اش شهرت جهانی دارد.

### قهرمان جهان در ۵ دسته وزنی مختلف
1. سوپر پر وزن (Super Featherweight) – 130 lbs
2. سبک‌وزن (Lightweight) – 135 lbs
3. سوپر سبک‌وزن (Light Welterweight) – 140 lbs
4. وزن ولترویت (Welterweight) – 147 lbs
5. سوپر ولترویت (Light Middleweight) – 154 lbs

او از معدود بوکسورهایی است که در هر پنج دسته قهرمان جهان شده.

### عناوین قهرمانی معتبر
- WBC (شورای جهانی بوکس) Champion
- WBA (اتحادیه جهانی بوکس) Champion
- IBF (فدراسیون جهانی بوکس) Champion
- WBO (سازمان جهانی بوکس) Champion
- The Ring Magazine Champion در چند وزن

### رکورد حرفه‌ای
- ۵۰ پیروزی – ۰ شکست
- از این تعداد، ۲۷ پیروزی با ناک‌اوت
- بدون حتی یک باخت، یکی از تنها قهرمانان بدون شکست در تاریخ بوکس حرفه‌ای

### افتخارات دیگر
- بوکسور سال (Fighter of the Year): توسط مجله The Ring در سال‌های ۱۹۹۸ و ۲۰۰۷ توسط انجمن BWAA در سال‌های ۲۰۰۷، ۲۰۱۳، و ۲۰۱۵
- بوکسور دهه (2010s) به انتخاب ESPN و بسیاری دیگر